# Идеология
Идеоло́гия (греч. ἰδεολογία; от ἰδέα «прообраз, идея» + λόγος «слово, смысл, разум, учение») — система концептуально оформленных идей, которая выражает интересы, мировоззрение и идеалы различных субъектов политики — классов, наций, общества, политических партий, общественных движений — и выступает формой санкционирования существующего в обществе господства и власти (консервативные идеологии) или радикального их преобразования (идеологии «левых» и «правых» движений); идеология и форма общественного сознания — составные части культуры, духовного производства.
Предпосылками для  появления новой идеологии являются социальный запрос на новые идеи; наличие активной образованной аудитории; наличие институциональных площадок и работающих сетей распространения идей.
Идеология — не наука, хотя она может опираться на научные знания. В отличие от науки, идеология, как выражение частных интересов в форме всеобщности, представляет собой знание о социально-политической жизни, по отношению к интересам составляющих её сил, задавая на этой основе оценку желательности или нежелательности того или иного социального бытия. Идеология, преобладающая в том или ином государстве, стране или обществе, называется «господствующей».
Идеологическая позиция человека не является его прирожденным свойством, но формируется в процессе социализации.

## История понятия

### Де Траси и Кондильяк
Термин «идеология» был введён во Франции в конце XVIII века А. Дестютом де Траси, который вместе с Этьеном де Кондильяком пытался создать науку об общих принципах формирования идей и основах человеческого знания. Будучи последователем сенсуалистической гносеологии Джона Локка, де Траси ввёл данный термин для обозначения учения об идеях, понимаемого им как учение об общих закономерностях происхождения идей из содержания чувственного опыта. Данное учение должно было выступать основными принципами для руководства как в науке, так и в социальной жизни. Поэтому Дестют де Траси видел в идеологии систему знаний первооснов морали, политики, права.
Дестют де Траси и Кондильяк пытались оказать влияние на политику, проводимую оказавшимся у власти Наполеоном, который счёл, что они пытаются заменить политическую реальность абстрактными утверждениями, и негативно отнёсся к выдвинутым предложениям. С лёгкой руки исторического деятеля слово «идеология» приобрело уничижительный смысл, который закрепился за ним вплоть до настоящего времени. В связи с тем, что проект де Траси и Кондильяка был отвергнут Наполеоном, понятие идеологии оказалось на некоторое время забытым.

### Маркс и марксистская традиция
Понятие идеологии получило второе рождение благодаря К. Марксу. Идеология, по К. Марксу, это превратное мировоззрение, проистекающее вследствие материальных противоречий в производственной основе общества, — она выражает специфические интересы определённого класса, выдаваемые, через «превращённые формы сознания», за интересы всего общества. Энгельс называл такое сознание ложным и отмечает в этой связи, что государство — «первая идеологическая сила над человеком».
По мнению Теодора Ойзермана, отрицательное отношение Маркса к понятию идеологии и полному недопущению существования «коммунистической идеологии» обусловлено изначальным негативным восприятием всех предшествующих идеологий, которые были враждебны по отношению к рабочему классу.
В трактовке Ленина понятие идеологии приобрело иной смысл: в своих работах Ленин неоднократно говорил об идеологии пролетариата, обозначив её как научный социализм или марксизм. Таким образом В. Ленин первым поднял вопрос о революционной идеологии как об особом языке революционного класса, способом донесения идей и их объяснения для необразованного населения.
Затем понятие революционной идеологии стало одним из центральных в марксистской традиции и разрабатывалось Антонио Грамши, Луи Альтюссером и другими. Лукач предлагает видеть в идеологии проекцию классового сознания, Грамши использует для обозначения идеологии понятие культурная гегемония.
По мнению Славоя Жижека:

…идеология. Это не призрачная иллюзия, возводимая нами для укрытия от невыносимой действительности, это по самой своей сути фантазматическая конструкция, служащая опорой для нашей «действительности»: «иллюзия», структурирующая наши конкретные, реальные общественные отношения и, кроме того, маскирующая невыносимую, реальную, непостижимую сущность (то, что Эрнесто Лакло и Шанталь Муфф называют «антагонизмом», то есть травматическое социальное подразделение, не поддающееся символизации).
Функция идеологии состоит не в том, чтобы предложить нам способ ускользнуть от действительности, а в том, чтобы представить саму социальную действительность как укрытие от некой травматической, реальной сущности.

### Франкфуртская школа
Макс Хоркхаймер и Теодор Адорно, основатели Франкфуртской школы, переняли и развили Марксов концепт «критики идеологии» («Диалектика просвещения», 1947). Теодор Адорно проводит различие между «сводной идеологией» субъекта и его идеологиями в различных областях социальной жизни (таких, как политика, экономика или религия). Идеологии различных эпох суть продукты исторических процессов. Сторонники целостных идеологических конструкций по большей части представляют собой меньшинства, поскольку в обычном случае различные идеологические системы абсорбируются и адаптируются в общепринятых мыслительных шаблонах, принимаемых большинством. Критика «тотальной» идеологии реализуется через отрицание так называемой «ослеплённости» (нем. Verblendungszusammenhang), не ограничиваясь отрицанием «овеществления» (нем. Verdinglichung), выведенного Марксом и Лукачем из товарного обмена. В «Диалектике просвещения» экономическая рациональность подчиняется исторически активному, инструментальному разуму.

### Другие определения
Существует довольно большое количество определений идеологии, которые отличаются, в частности, оценкой обозначаемого ими феномена.
- Идеология по К. Мангейму — предвзятое отражение социальной действительности, выражающее интересы определённых групп или классов, находящихся у власти и, тем самым, стремящихся сохранить существующий порядок вещей; противопоставляется утопии как потенциальной идеологии в этом смысле.
- Идеология по Ролану Барту — современный метаязыковой миф, коннотативная система, приписывающая объектам непрямые значения, и социализирующая их.
- Идеология по Эриху Фромму — это готовый «мыслительный товар», распространяемый прессой, ораторами, идеологами для того, чтобы манипулировать массой людей с целью, ничего общего не имеющей с идеологией и очень часто совершенно ей противоположной.

Вклад в разработку понятия идеология внесли также Клиффорд Гирц, Анри Лефевр, Александр Зиновьев и ряд других представителей социально-гуманитарных наук.

## Современный анализ
Мета-идеология изучает структуру, форму и проявления идеологий. Мета-идеология постулирует, что идеология — это взаимосвязанная система идей, основанная на нескольких базовых утверждениях относительно реальности, которые могут иметь (или не иметь) фактологическую основу, но являются результатом субъективного выбора, и служат зерном, из которого произрастают последующие размышления. Согласно этой точке зрения, идеологии не «истинны» и не «ложны», но являются релятивистскими интеллектуальными стратегиями для категоризации мира. Плюсы и минусы идеологии простираются от энергии и рвения истинно верующих до идеологической непогрешимости и фундаменталистской предубеждённости в политике и религии.
Работы Джорджа Уолфорда и Гарольда Уолсби в области «систематической идеологии» направлены на изучение соотношения между идеологией и социальными системами. Чарльз Блаттберг в своей работе различает политические идеологии и политические философии.
Дэвид Минар описывает шесть способов использования слова «идеология»:
- как набор идей с определённым содержанием, как правило нормативным;
- как форма внутренней логической структуры идей внутри какого-либо набора идей;
- при описании роли, которую идеи играют в межличностном взаимодействии;
- при описании роли, которую идеи играют в структуре организации;
- как утверждение, имеющее целью убедить кого-то в чём-то;
- как фокус социального взаимодействия.

Для Уилларда Маллинза идеология составлена из четырёх базовых характеристик:
- она должна властвовать над познавательной способностью;
- она должна быть способна руководить оценочными суждениями;
- должна служить инструкцией к действиям;
- и, как указано выше, должна быть логически последовательна.

Маллинз подчёркивает, что идеологию не следует путать со связанными с ней, но отличающимися от неё «утопии» и «исторической мифологии».
Германский философ Кристиан Дункер призывает к «критическим размышлениям об идеологических концептах» (2006). В своей работе, он пытается вывести концепт идеологии на передний план, также как тесно связанные с ним проблемы эпистемологии и истории. В его работе понятие идеологии определяется как система способов представления, скрытым или явным образом претендующих на абсолютную истину.
Хотя слово «идеология» наиболее часто встречается в политическом дискурсе, существует множество типов идеологии: политическая, социальная, эпистемологическая (научная), этическая и др.
При всех дальнейших изменениях непосредственного значения этого термина смысловые оттенки первоначального содержания понятия «идеология» таковы:
- быть теоретическим обобщением исходных чувственных представлений;
- выступать наиболее существенным компонентом имеющихся в наличии знаний;
- выполнять в связи с этим роль исходных принципов для практической деятельности[15].

Новый подход к изучению идеологий был предложен Майклом Фриденом в его морфологии идеологий. У Фридена принципиальным вопросом, определяющим политическое мышления, становится не то, как в тех или иных идеологиях определяются абстрактные идеи (например, социальное равенство), а то, как они между собой взаимосвязаны, то есть иерархически организованы в идеологии.

## Критика идеологий
Особую роль критика идеологий играла в эпоху Просвещения. Главной целью Просвещения было освобождение человеческого сознания от суеверий, заблуждений и предрассудков, которые согласно просвещенческим воззрениям были нужны средневековым властителям для легитимации их господства. Французские материалисты, среди них Гольбах и Гельвеций, критиковали в особенности католическую церковь и характеризовали её догматы (по их мнению, направленные на удержание власти) как «клерикальный обман». Деятели Просвещения требовали практической реализации политических принципов «разума», «науки», «демократии» и «прав человека».

### Марксизм
Впервые термин «ложное сознание» встречается в письме Фридриха Энгельса к Францу Мерингу. Он писал:

Идеология — это процесс, который совершает так называемый мыслитель, хотя и с сознанием, но с сознанием ложным. Истинные движущие силы, которые побуждают его к деятельности, остаются ему неизвестными, в противном случае это не было бы идеологическим процессом. Он создает себе, следовательно, представления о ложных или кажущихся побудительных силах. Так как речь идет о мыслительном процессе, то он и выводит как содержание, так и форму его из чистого мышления — или из своего собственного, или из мышления своих предшественников. Он имеет дело исключительно с материалом мыслительным; без дальнейших околичностей он считает, что этот материал порожден мышлением, и вообще не занимается исследованием никакого другого, более отдаленного и от мышления независимого источника. Такой подход к делу кажется ему само собой разумеющимся, так как для него всякое действие кажется основанным в последнем счете на мышлении, потому что совершается при посредстве мышления.— Ф. Энгельс. 14 июля 1893 г.

### Критика тоталитарных идеологий Карла Поппера
Сэр Карл Поппер — австрийский и британский философ и социолог — в своей работе «Открытое общество и его враги», вышедшей в 1945 году, критиковал платонизм, марксизм, тоталитаризм («закрытое общество»), историцизм и выступал в защиту демократии. В этом труде Поппер также выдвинул идею открытого общества — общества, основанного на демократии и критическом мышлении индивидов. В таком обществе индивиды свободны от различных табу и принимают решения исходя из достигнутого в результате договорённости консенсуса. Политическая элита в таком обществе не имеет неограниченной власти и может быть отстранена без кровопролития.
Поппер утверждал, что поскольку процесс накопления человеческого знания непредсказуем, то теории идеального государственного управления принципиально не существует, следовательно, политическая система должна быть достаточно гибкой, чтобы правительство могло плавно менять свою политику. В силу этого общество должно быть открыто для множества точек зрения и культур, то есть обладать признаками плюрализма и мультикультурализма.

### Типология идеологий по Курту Ленку
Политолог Курт Ленк в его работе «Народ и государство: структурные изменения политических идеологий XIX—XX веков» (1971) предложил классификацию идеологий. Он провёл различие между идеологиями апологетическими, комплиментарными, маскирующими и выражающими. Под апологетическими Ленк понимает моделирующие идеологии, которые распространяются на все общественные отношения. Основополагающей моделью при этом является толкование реальности, апеллирующее к рациональности и научности. Ленк называет эту модель «идеологией», поскольку она стремится представить в качестве единственно «разумного» и обязательного такое понимание реальности, которое основано на рациональных аргументах.

## Идеология и общество
Идеология принадлежала к необходимым факторам институирования в догосударственный период, на стадии вождества. В качестве примера общества, в котором идеология играет решающую роль, приводят негары — политии острова Бали. Клиффорд Гирц описывал их как «театральные государства», в которых важным элементом культурной жизни выступает инсценировка календарных церемоний, где содержится государственный нарратив. Фактор идеологии играет важную роль при археологическом выделении вождеств, поскольку их возникновение выражено в создании монументальной архитектуры, такой как маунды ольмеков и археологическая культура Миссисипи, зиккураты в Убейды или хендж и Уэссекса (Стоунхендж и др.).

### Идеология и наука
С развитием Просвещения отмежевание от идеологии стало составной частью научного подхода. В отличие от идеологии и веры, наука стремится оставаться нейтральной, интерсубъективной и свободной от нормативных высказываний. Действительность её гипотез и теорий подтверждается эмпирическим путём, с помощью фактов и опыта (см. Философия науки).
Научные шаблоны, научные парадигмы и школы также способны вбирать в себя идеологические и негативистские подходы, препятствуя тем самым развитию научного знания. Томас Кун в своей книге «Структура научных революций» проанализировал научные парадигмы также с точки зрения их конкуренции как идейных школ. Эти школы устанавливают:
- что наблюдается и проверяется;
- способ постановки вопросов применительно к рассматриваемой теме;
- направление, в котором интерпретируются результаты научного исследования.

Отдельные теоретики науки (например, Бруно Латур) считают противопоставление идеологии и объективной науки приёмом, используемым для борьбы за власть и сокрытия фактов. Эта позиция, в свою очередь, подвергается ожесточённой критике, как ведущая к тотальной иррационализации науки (см. мистификация Сокала).

### Идеология и политика
Политика, как практическая реализация интересов тех или иных обществ, социальных классов и групп, повсюду тесно связана с политической идеологией, как концептуальным, теоретическим отражением таких интересов. Политические программы основываются на определённых системах ценностей. Основополагающие политические идеологии — это либерализм (опора на свободу), социализм (опора на равенство) и консерватизм (опора на традиции).
В политических дискуссиях часто встречается упрёк противника в «идеологизации». Таким упрёком как бы дают понять, что позиция противника небезупречна, поскольку базируется на какой-то политической идеологии. Собственная же позиция при этом (явно или скрыто) подаётся как основанная на научном анализе фактов, здравом человеческом рассудке или на несомненных этических принципах. Подобный подход часто связан с тем, что участники политической дискуссии не осознают, какие идеологемы (элементы идеологии) в действительности определяют содержание дискуссии.

### Идеология ирелигия
Наряду с понятием «политическая идеология» широкое применение в науке имеет также понятие «религиозная идеология». Религиозная идеология — это идеология, которая благодаря обращению к потустороннему связывает общество и личность в концепции единого существования и создаёт интеграционные, связующие силы между различными социальными группами. Возникновение религиозной идеологии часто связано с тем, что в силу своей оппозиционности религиозная конфессия начинает играть значимую политическую роль. Общепринятыми примерами религиозных идеологий являются мировые религии, в особенности протестантизм и католицизм, независимо от того, имели ли они изначально политические мотивы. В данном случае под религиозной идеологией понимается не религия в целом, а те её религиозные и политические аспекты, которые могут вызвать к жизни религиозное движение. Понятие религиозной идеологии употребляется в связи с понятиями «ортодоксия» и «фундаментализм».
Политолог Матиас Хильдебрандт, который пытается приравнять друг другу понятия «религиозной идеологии» и «фундаментализма», считает традиционализм общим признаком религиозных идеологий: «они претендуют на то, чтобы вернуться к первоисточникам собственной традиции и освободить её от искажений исторического развития, это развитие зачастую воспринимается ими как процесс дегенерации». Парадокс религиозных идеологов состоит в том, что вопреки их претензиям на возврат к истинному учению, «в большинстве случаев они создают современную религиозную идеологию».
Наряду с понятием «религиозной идеологии» в политологии религии разрабатывается понятие «политической религии». В этом понятии подчёркивается тесная взаимосвязь между религиозными и политическими способами мышления и действия.
Иногда различия между идеологией и религией объявляются только лингвистическими.

## Типы идеологий
Основные современные идеологии сложились в XIX веке. Несмотря на значительное количество различных идеологий, в самом общем виде принято выделять:

| Социально-политические - Анархизм - Монархизм - Консерватизм - Либерализм - Либертарианство - Меритократия - Религиозный фундаментализм - Социальный дарвинизм - Социал-демократия - Социализм - Коммунизм - Фашизм - Милитаризм - Глобализм - Интерсекциональность | Национально-этнические - Расизм - Национал-социализм - Национализм - Шовинизм - Идентаризм - Мультикультурализм | Общественные - Гуманизм - Постгуманизм - Пацифизм - Патриотизм - Феминизм - Маскулизм - Трансгуманизм - Экологизм Контридеологии - Антиимпериализм - Антимилитаризм - Антипатриотизм - Антифашизм - Антикоммунизм - Антилиберализм - Антиконсерватизм - Антидемократизм - Антимарксизм |